# Bainbridge (Indiana)
Pour les articles homonymes, voir Bainbridge.
Bainbridge est une municipalité américaine située dans le comté de Putnam en Indiana.
Fondée en 1831 par Levi A. Percy, la localité est nommée en l'honneur de William Bainbridge. Lors du recensement de 2010, Bainbridge compte 746 habitants sur une superficie de 0,40 mille carré (1,04 km2).